# ARD
ARD, prescurtare de la numele german - „Arbeitsgemeinschaft der öffentlich-rechtlichen Rundfunkanstalten der Bundesrepublik Deutschland“ (Comunitatea de lucru a institutelor publice de radiodifuziune ale RFG-ului), este un grup de radiodifuziune publică (ÖRR) din Germania, care a luat ființă în anul 1950.

Cele nouă radioteleviziuni regionale cuprinse în ARD

De atunci  cuprinde 9 radioteleviziuni regionale, distribuite prin antene terestre, cablu și satelit (BR, DW, HR, MDR, NDR, RB, RBB, SR, SWR și WDR).

## Prezentare generală
ARD are azi 20.000 de angajați și organizează 11 emisiuni de televiziune, 55 programe de radio, dispune de 16 orchestre și 8 coruri, având o cotă de vânzări care se cifrează anual la 6,3 miliarde de euro. 

## Emisiuni mai importante
- Din 2001: Hart aber fair (Dur, dar fair)